# Furacão Debbie (1969)
O furacão Debbie foi um furacão intenso e duradouro que se formou em agosto de 1969. O quinto ciclone tropical, quarta tempestade nomeada, terceiro furacão e o segundo maior furacão da temporada de furacões no Atlântico de 1969, Debbie formou-se em 14 de agosto no sul do Oceano Atlântico e seguiu uma rota geral para noroeste até virar para o norte no Atlântico central. A tempestade foi caracterizada por inúmeras flutuações de intensidade e atingiu ventos correspondentes ao status de Categoria 3 na Escala de Furacões Saffir-Simpson em quatro ocasiões distintas. O furacão contornou a ilha das Bermudas para o sudeste em 22 de agosto, antes de, finalmente, varrer o sudeste da Terra Nova com ventos fortes. Dissipou-se sobre as águas frias a leste da Gronelândia. Embora Debbie tivesse pouco efeito sobre a terra, este foi amplamente pesquisada e foi submetida a um experimento de modificação do tempo pelo Projeto Stormfury, no qual foi difundido com iodeto de prata.

## História meteorológica
Um distúrbio associado a uma onda tropical fortaleceu-se numa depressão tropical a 14 de agosto. O sistema havia se organizado significativamente até 15 de agosto e se intensificou em uma tempestade tropical às 12h00 UTC daquele dia.  Após a sua designação, Debbie estava movendo-se para oeste-noroeste a aproximadamente 15 milhas por hora (24 km/h) e previa-se ganhar potência gradualmente. Atingiu a força do furacão de Categoria 1 em 16 de agosto, quando se virou em direção ao noroeste. Continuou a amadurecer e, por volta das 12h00 UTC do dia seguinte, atingiu ventos correspondentes à Categoria 2 na escala de furacões de Saffir-Simpson. Em 18 de agosto, Debbie intensificou-se ainda mais para o status de Categoria 3, tornando-o um grande furacão.
No entanto, a tempestade rapidamente enfraqueceu e, em 19 de agosto, estava novamente com força mínima de furacões. Aproximadamente ao mesmo tempo, virou mais para o oeste, embora mantivesse uma rota geral para o noroeste. O enfraquecimento abrupto pode ter sido o resultado de um experimento de semeadura realizado na tempestade, na tentativa de deteriorá-la. No final do dia, Debbie começou a se restabelecer. Ele retomou a intensidade da Categoria 3 em 20 de agosto, apesar de uma pequena oscilação em magnitude durante o dia. Nesse ponto, o ciclone adquiriu ventos de pico de 120 mph (195 km/h); logo depois, a menor pressão barométrica registada caiu para 951 milibares.
A tempestade virou para o norte em 21 de agosto e, eventualmente, curvou-se para o nordeste. Debbie enfraqueceu para a força da categoria 2, mas, pela quarta vez, voltou a aumentar a intensidade dos furacões. O furacão passou ao largo do sudeste das Bermudas, embora se acredite que, se não fosse a presença do furacão Camille nas proximidades, que emergiu no Atlântico dos Estados Unidos em 20 de agosto, Debbie provavelmente teria terminado mais a oeste, mais perto da ilha. Manteve a sua severidade até 22 de agosto, pois continuou geralmente em direção ao nordeste.

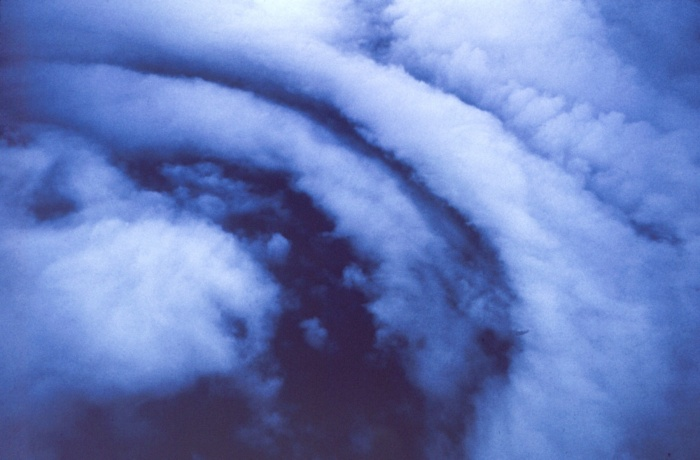
O olho da tempestade

Em 23 de agosto, a tempestade começou uma tendência de enfraquecimento e virou-se para o norte. No dia seguinte, a tempestade - tendo enfraquecido para o estado de Categoria 1 - contornou a ponta sudeste da Terra Nova. Debbie começou a perder as suas características tropicais à medida que acelerava em direção ao nordeste, e enfraqueceu-se em uma tempestade tropical no início de 25 de agosto.  Enquanto se movia sobre águas cada vez mais frias, dissipou-se a leste da Gronelândia.

## Impacto e Projeto Stormfury

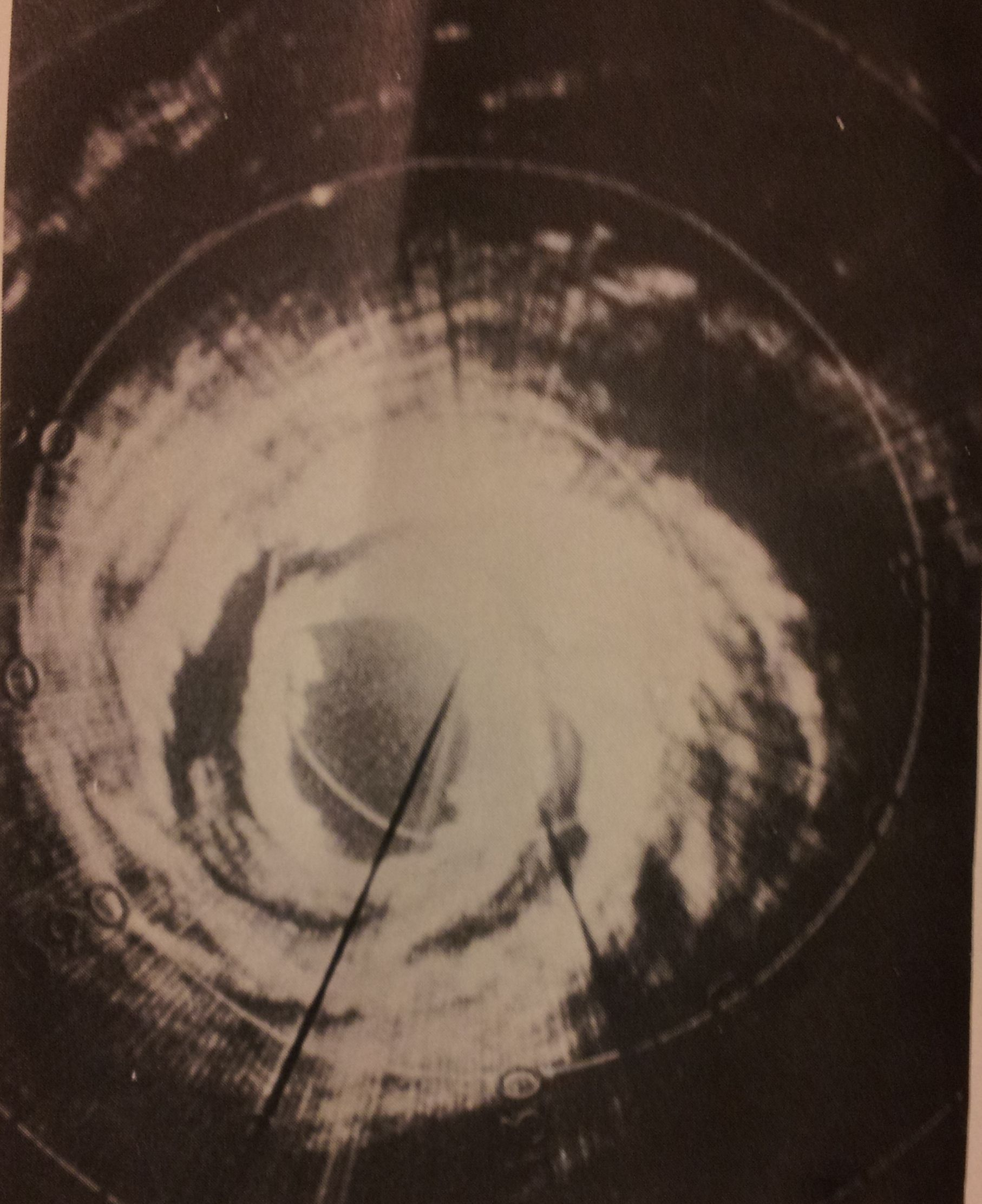
Esta imagem de radar de uma aeronave de reconhecimento da Marinha do furacão Debbie foi tirada em 20 de agosto de 1969 por volta de 1519 UTC

A tempestade Debbie foi submetida a um experimento chamado Projeto Stormfury, que tentou enfraquecer os ciclones tropicais semeando as nuvens com iodeto de prata. A tempestade proporcionou uma excelente oportunidade para testar os fundamentos do Projeto Stormfury. Sob muitos aspectos, foi a tempestade perfeita para a dispersão nas nuvens: não ameaçou nenhuma terra; passou dentro do alcance das aeronaves semeadoras; e era intenso com um olho distinto. Em 18 de agosto e novamente em 20 de agosto, treze aviões voaram para a tempestade para a monitorar e disseminar. No primeiro dia, a velocidade do vento caiu 31%, de 98 nós para 68 nós. No segundo dia, as velocidades do vento caíram 18%. Ambas as mudanças foram consistentes com a hipótese de trabalho de Stormfury. Os resultados foram tão encorajadores que "um programa de pesquisa bastante expandido foi planeado". Entre outras conclusões, estava a necessidade de semeadura frequente em intervalos quase horários.
Debbie permaneceu predominantemente no mar ao longo das suas 3 000 milhas (4 800 km) de trajeto  e, como resultado, causou poucos danos. A tempestade teve pouco ou nenhum impacto na ilha das Bermudas ao passar para o sul. Mais tarde, ventos de 50 a 65 milhas por hora (80 a 100 km/h) foram registados no leste da Terra Nova.